# マーシュ・アンド・マクレナン
マーシュ・アンド・マクレナン（Marsh & McLennan Companies）は、アメリカ・ニューヨークに本社を置くアメリカ大手保険グループ。ニューヨーク証券取引所、シカゴ証券取引所、ロンドン証券取引所に上場している。
保険ブローカーであるマーシュ(Marsh)、再保険ブローカーであるガイ・カーペンター（w:Guy Carpenter）、リスクコンサルティング・ファームであるクロール（Kroll）、人事コンサルティング・ファームであるマーサー、戦略コンサルティング・ファームのオリバー・ワイマン（Oliver Wyman）などから構成されている。 
ニューヨークのマーシュ・アンド・マクレナン・ヘッドクオーターに本拠を構え、世界100ヶ国以上の顧客にサービスを提供している。

## 沿革
- 1871年 - 前身であるダン・H・ボマー・カンパニーをシカゴにて設立。
- 1905年 - バローズ、マーシュ・アンド・マクレナンをシカゴにて設立。
- 1906年 - マーシュ・アンド・マクレナンへ商号変更。
- 1923年 - ガイ・カーペンター・アンド・カンパニーを買収。再保険業務へ進出。
- 1957年 - マーシュ・アンド・マクレナンがコスグローブ・アンド・カンパニーを買収。
- 1959年 - ウィリアム・M・マーサー・リミテッドを買収。
- 1962年 - マーシュ・アンド・マクレナンを公開会社化。
- 1969年 - 親会社として、マーシュ・アンド・マクレナン・カンパニーズ・インクを設立。
- 1980年 - C.T.ボウリング・アンド・コー・リミテッドを買収。ロイズのブローカーとなる。
- 1997年 - ジョンソン・アンド・ヒギンズと合併。CECARを買収。
- 1998年 - セジウィック・グループ・ピーエルシーを買収。Brockman y Schuh Groupを買収。

## 同業他社
- エーオン
- ウィリス・グループ・ホールディングス
- ジャーディン・ロイド・トンプソン